# Хабте, Соломон
Соломон Хабте (англ. Solomon Habte, род. 11 ноября 1990, Асмэра, Эритрея) — эритрейский, позднее суданский шоссейный велогонщик.

## Карьера
Соломон Хабте родился 11 ноября 1990 года в Асмэре, велосипедист из Эритреи, натурализованный суданец в 2016 году.
Резюме
биография
В 2008 году в возрасте 18 лет финишировал третьим на этапе Тура Эритреи. В следующем, 2009, году он закончил эту же гонку на двадцатом месте, проводившуюся теперь в рамках календаря Африканского тура UCI.
Весной 2012 года он занял восьмое место на Туре Эритреи. В ноябре того же года он отличился во время Тура Руанды. На нём он выиграл пятый этап, опередив своего соотечественника Мерхави Кудуса с которым они уехали в отрыв, и занял десятое место в общем зачёте. На чемпионате Эритреи 2013 года занял седьмое место групповой гонке и шестнадцатое в индивидуальной гонке.
В 2014 году финишировал седьмым в чемпионате Эритреи в индивидуальной гонке, затем двенадцатым на Туре Руанды.
По-прежнему активно выступая в 2015 году, он показал хорошие результаты, заняв четвертое место на чемпионате Эритреи в индивидуальной гонке, почти на две минуты отстав от победителя Даниэля Теклехайманота. В сентябре принял участие в Африканских играх 2015 проходивших в Браззавиле (Республика Конго). Он стартовал в групповой гонке, но не смог её закончить.
В феврале 2016 года, став натурализованным суданцем, представлял свою новую страну на чемпионате Африки.

## Достижения
2012
5-й этап на Тур Руанды

## Рейтинги
| Год                 | 2012 | 2013  |
| ------------------- | ---- | ----- |
| Африканский тур UCI | 97-й | 144-й |
|                     |      |       |
| Источник: UCI       |      |       |